# 海蛙
海蛙（学名：Fejervarya cancrivora，舊 Rana cancrivora），亦称食蟹蛙、海陸蛙、紅樹林蛙，为叉舌蛙科陸蛙屬的两栖动物。

## 特征
海蛙体长6～8厘米，身体背部为橙褐色，杂有不规则斑块；上下唇缘有6～8条深色纵纹，前后肢有横斑；背面散有长短不一的皮肤棱，棱上有小白刺；趾间具有蹼，雄娃有一对咽侧下外声囊。

## 习性
栖息于咸水或半咸水的海湾泥滩中，白天隐藏在洞穴内或者红树林的根须从中，傍晚外出活动。捕食小型蟹类，及鱼虾、昆虫等。卵产于涨潮时候倒灌入陆地的临时水洼内。蝌蚪耐盐。

## 分布
分布于台湾本岛以及中国大陆的广东、广西、海南等地。该物种的模式产地在爪哇。